# D20
Система d20 — ролевая игровая система, опубликованная в 2000 году Wizards of the Coast. Изначально она была разработана для третьей редакции Dungeons & Dragons. Система названа по 20-гранному кубику, который является центральным для внутренней механики и многих действий в игре.
Бо́льшая часть системы d20 выпущена как System Reference Document (SRD) под лицензией Open Game License (OGL) в качестве открытого игрового контента (OGC), который позволяет коммерческим и некоммерческим издателям выпускать изменения или  дополнения к системе без отчислений владельцу, которым является Wizards of the Coast.